# Leptopsylla sciurobia
Leptopsylla sciurobia är en loppart som först beskrevs av Wagner 1934.  Leptopsylla sciurobia ingår i släktet Leptopsylla och familjen smågnagarloppor. Inga underarter finns listade i Catalogue of Life.